# Talking Horns
Die Talking Horns sind ein Bläserquartett im Bereich des Modern Jazz. Die Gruppe (zwei Holzbläser und zwei Blechbläser) ging aus den Pata Horns hervor und wurde 1993 in Köln gegründet. Die Talking Horns sind auch zwischen 1994 und 2007 gemeinsam mit Martin Stankowski in der Reihe Kölner Klangstätten aufgetreten. 2008 tourten sie durch Afrika. Die Spielhaltung des Quartetts orientiert sich teilweise an der Imaginären Folklore.

## Diskographie
- Fisch im Wasser: Blazzmusik (1996, Achim Fink, Bernd Winterschladen, Andreas Gilgenberg, Joachim Gellert sowie Jaki Liebezeit)
- St. Caecilien: Songs for Cecilia (1998, Achim Fink, Bernd Winterschladen, Andreas Gilgenberg, Joachim Gellert)
- Volker Risch Hubert der Hahn: Und andere Geschichten aus der Eifel (2000, mit Achim Fink, Bernd Winterschladen, Andreas Gilgenberg, Joachim Gellert)
- Blow Up (Achim Fink, Bernd Winterschladen, Andreas Gilgenberg, Richard Hellenthal sowie Jaime Gamero, Ralph Schneider, Stefan Krachten,  Ramesh Shotham, Klaus Mages, Ulla van Daelen)
- Born to Be Horn (2008), mit Achim Fink, Bernd Winterschladen, Stephan Schulze, Andreas Gilgenberg sowie Stefan Krachten
- Talking Horns & Martin Stankowski Verwirrte Hirten (2012, mit Achim Fink, Bernd Winterschladen, Stephan Schulze, Andreas Gilgenberg)
- Geschichten aus dem Bläserwald (2016, mit Achim Fink, Bernd Winterschladen, Stephan Schulze, Andreas Gilgenberg)

## Lexikalische Einträge
- Jürgen Wölfer: Jazz in Deutschland. Das Lexikon. Alle Musiker und Plattenfirmen von 1920 bis heute. Hannibal, Höfen 2008, ISBN 978-3-85445-274-4.